# Praia de Cristo Rei
Der Praia de Cristo Rei (deutsch Strand von Christus König) ist ein Strand der osttimoresischen Landeshauptstadt Dili. Er befindet sich im Suco Meti Aut (Verwaltungsamt Cristo Rei, Gemeinde Dili) am Ende der Avenida de Areia Branca.
Der Strand liegt am östlichen Ende der Bucht von Dili, südlich des Kaps Fatu Cama, auf dem Dilis Wahrzeichen, der Cristo Rei steht. Sie ist der Namensgeber des Strandes. Am Strand beginnt der Aufstieg zur monumentalen Christusstatue, entlang eines Kreuzweges mit 14 Stationen. Unterhalb davon ist in Fels gehauen eine kleine Kapelle. Weiter südlich liegt der Strand Areia Banca.

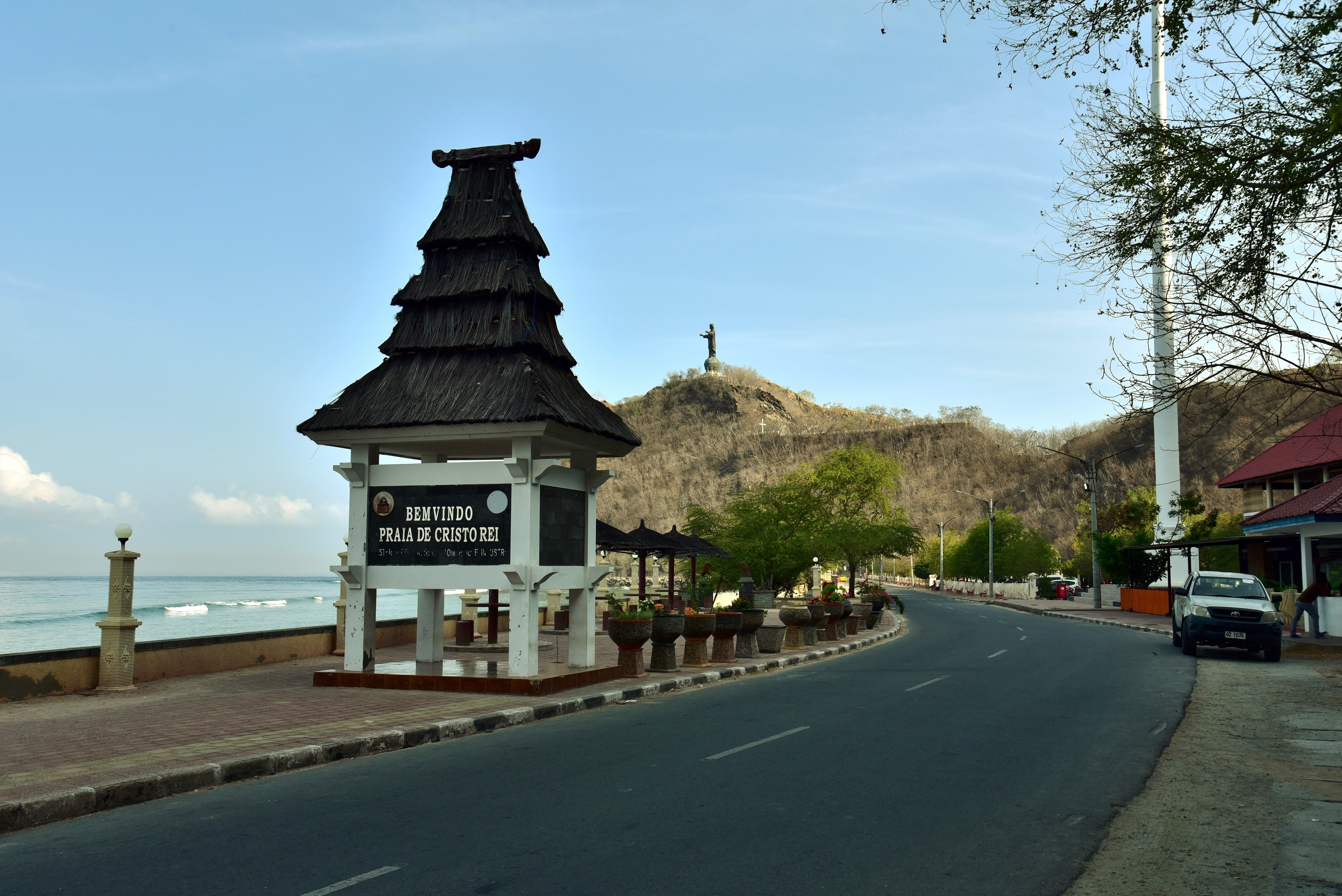
Am südlichen Eingang der Bucht
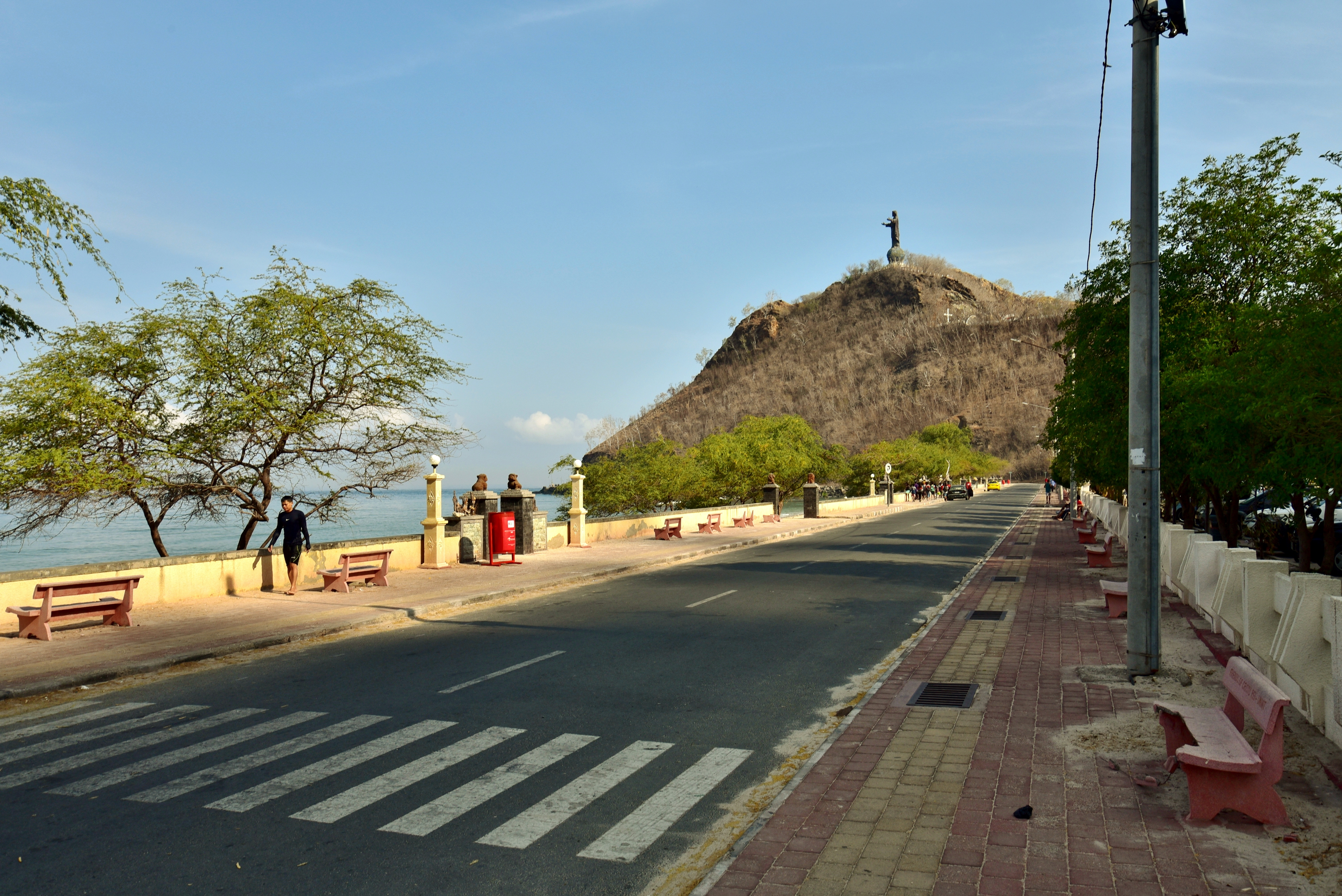
Praia de Cristo Rei
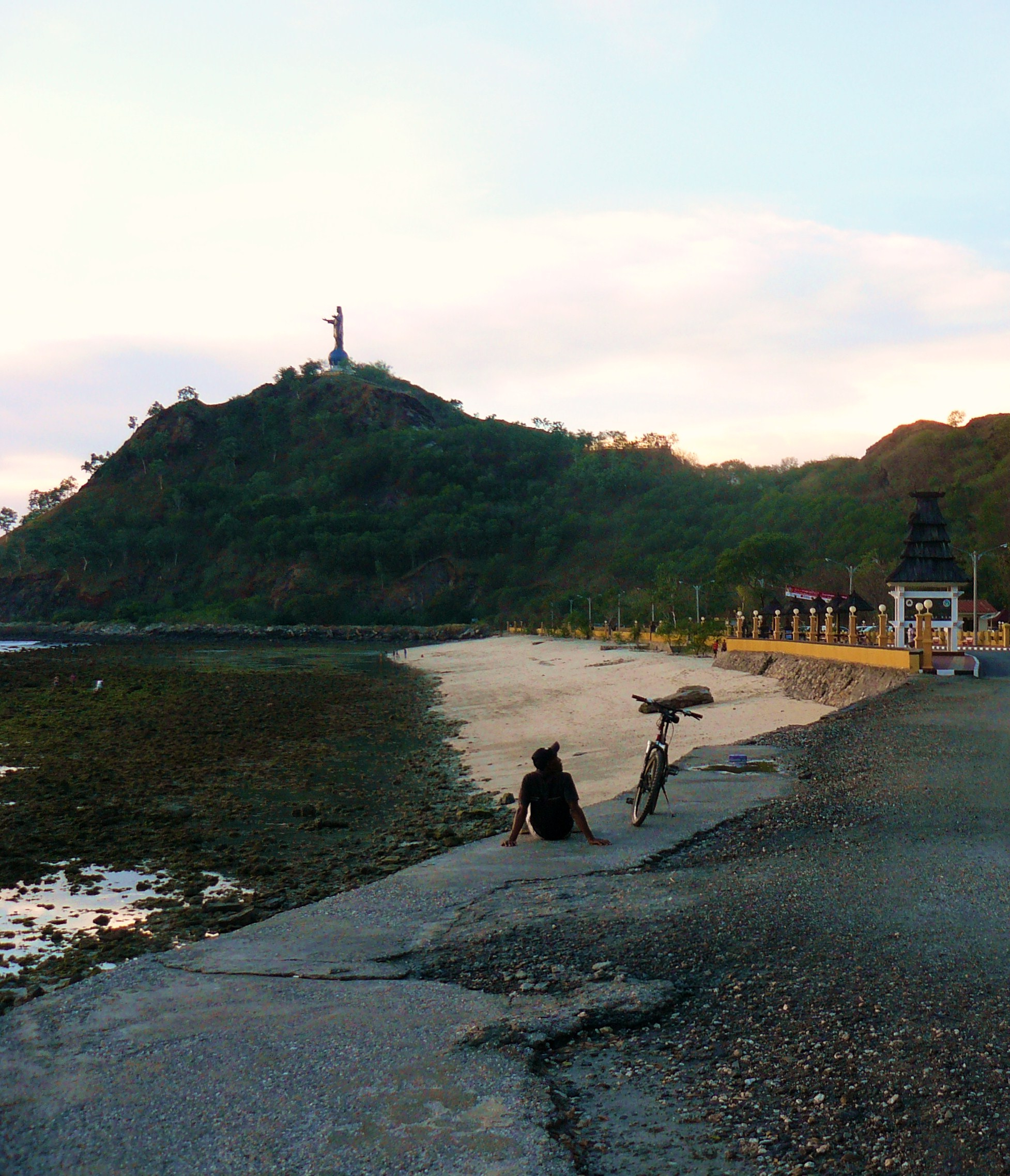
Praia de Cristo Rei
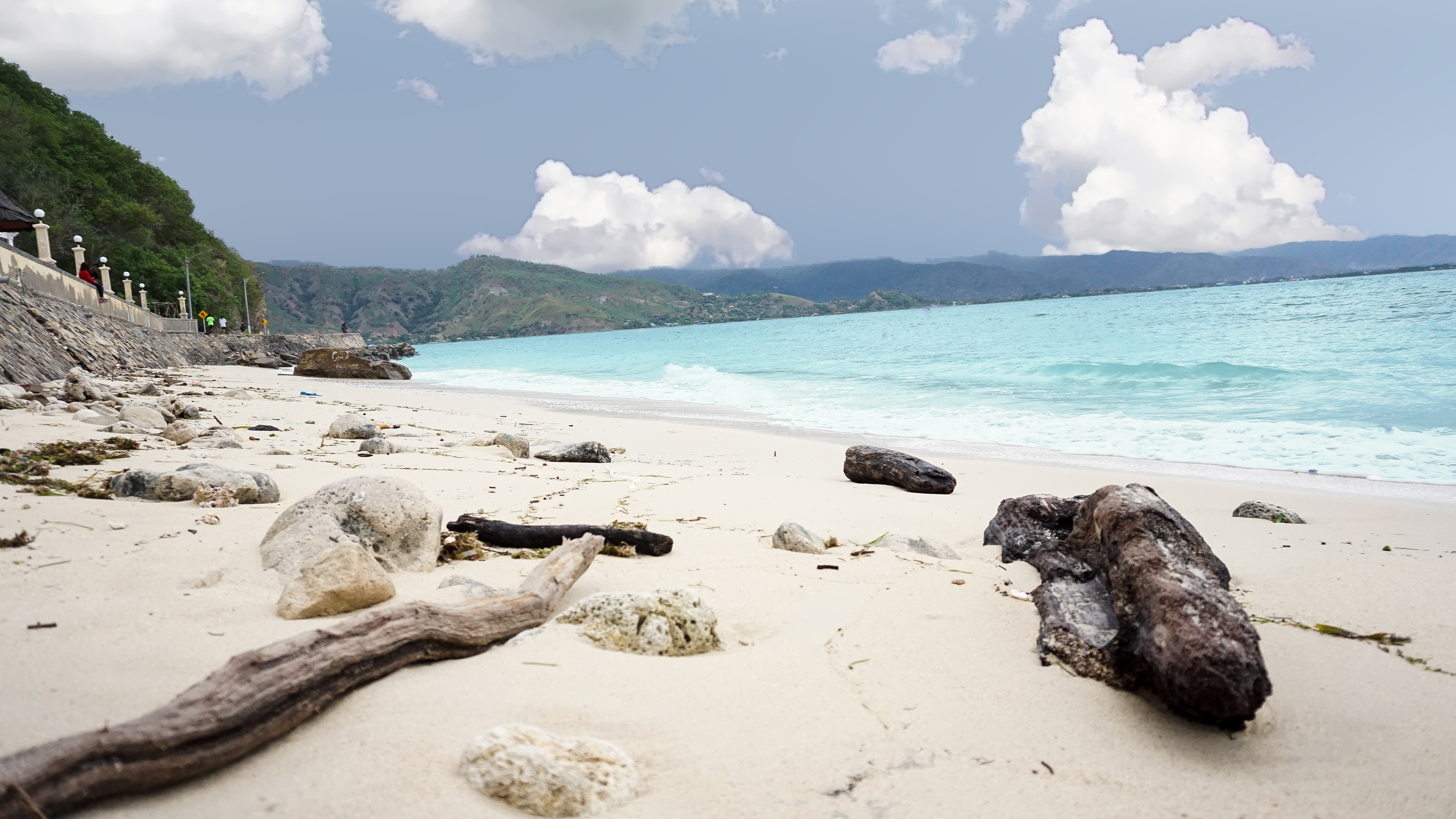
Praia de Cristo Rei